# Nisse i Hökarängen
Nisse i Hökarängen är en påhittad person som först användes på redaktionen för det svenska TV-nyhetsprogrammet Aktuellt på 1970-talet. Nisse i Hökarängen representerade nyhetsprogrammets målgrupp och var en genomsnittstittare.
År 2007 beslöt Stockholms stad att uppkalla en liten park i Hökarängen efter Nisse. Nisses park ligger invid gågatan i Hökarängens centrum.